# (10067) Bertuch
(10067) Bertuch (1989 AL6) – planetoida z grupy pasa głównego asteroid okrążająca Słońce w ciągu 3,35 lat w średniej odległości 2,24 j.a. Odkryta 11 stycznia 1989 roku.